# Liam Fox
Liam Fox (ur. 22 września 1961 w East Kilbride) – brytyjski polityk, członek Partii Konserwatywnej, deputowany do Izby Gmin od 1992. W pierwszym gabinecie Davida Camerona minister obrony od 11 maja 2010 do 14 października 2011. Od 13 lipca 2016 minister handlu międzynarodowego w gabinecie Theresy May.

## Życiorys

### Młodość
Liam Fox urodził się w 1961 w East Kilbride w Szkocji. Uczęszczał do miejscowej szkoły St. Bride’s High School. W 1983 ukończył medycynę na University of Glasgow. Po studiach pracował jako general practitioner w Beaconsfield, Buckinghamshire i Somerset. Dodatkowo pracował również jako lekarz w armii (Civilian Army Medical Officer). Jest członkiem zawodowej organizacji lekarskiej Royal College of General Practitioners.

### Kariera polityczna

#### Początkowy okres
W wyborach parlamentarnych w 1987 po raz pierwszy bez powodzenia ubiegał się o mandat w Izbie Gmin w okręgu Roxburgh and Berwickshire z ramienia Partii Konserwatywnej. Do parlamentu dostał się w następnych wyborach w kwietniu 1992, reprezentując okręg Woodspring, w którym w kolejnych wyborach uzyskiwał reelekcję. W wyborach w 2010 uzyskał największą ilość głosów w okręgu North Somerset.
W czerwcu 1993 został mianowany sekretarzem w Ministerstwie Spraw Wewnętrznych. W lipcu 1994 został zastępcą whipa, a w roku następnym whipem. Od 1996 do 1997 zajmował stanowisko podsekretarza stanu w Foreign and Commonwealth Office.

#### W opozycji
Po utracie władzy przez konserwatystów, w czerwcu 1997 został rzecznikiem opozycji ds. konstytucyjnych. Następnie od maja 1999 do listopada 2003 był ministrem zdrowia w gabinecie cieni. Od maja do grudnia 2005 w gabinecie cieni Partii Konserwatywnej pełnił funkcję ministra spraw zagranicznych, a od grudnia 2005 do maja 2010 ministra obrony.
Od listopada 2003 do maja 2005 był jednym z dwóch współprzewodniczących Partii Konserwatywnej. W październiku 2005 ubiegał się o przywództwo w partii. W głosowaniu zajął trzecie miejsce, przegrywając z Davidem Cameronem i Davidem Davisem.

#### Powrót do rządu
Po wygranej konserwatystów w wyborach w 2010 i utworzeniu koalicyjnego rządu z Liberalnymi Demokratami 11 maja 2010 objął stanowisko ministra obrony w gabinecie Davida Camerona. W październiku 2011 został zmuszony do dymisji w wyniku skandalu, jaki wywołały informację o szczególnej roli, jaką w kierowanym przez Foxa resorcie odgrywał Adam Werritty, bliski osobisty przyjaciel ministra, m.in. drużba na jego ślubie. Choć Werritty nie był oficjalnie zatrudniony na jakimkolwiek stanowisku rządowym i nie posiadał wymaganych przy pracy w resorcie obrony certyfikatów bezpieczeństwa, w praktyce bardzo blisko współpracował z ministrem, był regularnym gościem w gmachu ministerstwa, doradzał Foxowi, a nawet był przez niego opłacany ze środków przeznaczonych na utrzymanie biura poselskiego.

#### Późniejsza kariera parlamentarna
Od czasu rezygnacji z urzędu ministra obrony, Fox zasiada wśród backbenchers Partii Konserwatywnej. W wyborach w 2015 uzyskał reelekcję na kolejną kadencję, uzyskując 53,5% głosów w swoim okręgu wyborczym. Od 13 lipca 2016 jest ministrem handlu międzynarodowego w gabinecie Theresy May.

## Odznaczenia
- Krzyż Zasługi Ministerstwa Obrony I klasy (Estonia, 2012)[7]